# Преображенка (Скадовський район)
Преображенка (у 1930—2016 роках — Червоний Чабан) — село в Україні, у Мирненській селищній громаді Скадовського району Херсонської області. Населення становить 1313 осіб.

## Історія
Перші письмові відомості про Преображенку датуються 1792 роком. Перший власник та засновник Преображенки — полковник Дмитро Куликовський. Ці землі він придбав у 1791 році. Маєток отримав назву Преображенка від назви свята Преображення Господнього (Спаса) — дня, коли маєток був заснований. Від Куликовського населений пункт перейшов до Наришкіних, а у 1845 році Фрідрих Фейн викупив південні землі, у тому числі й «дачу Преображенку».
Так Преображенка стала одним із найбільших маєтків відомої династії Фальц-Фейнів. Після смерті Ф. Фейна Преображенка дісталася його дочці Софії Богданівні Фальц-Фейн. Окрасою маєтку став білий палац в неоготичному стилі — один із найбільших у всій Таврії, який мав 56 кімнат та картинну галерею. Сюди неодноразово приїздив працювати Іван Айвазовський. Цей палац було зруйновано у радянський час, не залишилося навіть фундаментів.
Зараз у селі нічого не нагадує про колишню розкіш маєтку Фальц-Фейнів.
У 1930 році Преображенку було перейменовано у вівчарський радгосп «Преображенка». За ініціативою академіка М. Ф. Іванова радгосп перетворено в державне племінне господарство по розвитку вівць асканійської породи.
В ніч на 1 лютого 2015 року на адміністративному кордоні з окупованим російськими військами Кримом в польовому таборі ЗСУ біля села Преображенка сталася пожежа та вибух складу набоїв. Уламками зруйнованої будівлі завалило військові намети, що знаходилися на території старої ферми, загинуло 6 вояків, серед них — солдат Вадим Вернигора.
24 лютого 2022 року село тимчасово окуповане російськими військами під час російсько-української війни.

## Населення
Згідно з переписом УРСР 1989 року чисельність наявного населення села становила 1456 осіб, з яких 693 чоловіки та 763 жінки.
За переписом населення України 2001 року в селі мешкало 1314 осіб.

### Мова
Розподіл населення за рідною мовою за даними перепису 2001 року:
| Мова       | Відсоток |
| ---------- | -------- |
| українська | 76,31 %  |
| російська  | 22,92 %  |
| вірменська | 0,46 %   |
| білоруська | 0,08 %   |
| інші       | 0,23 %   |

## Транспорт
У селі знаходиться залізнична станція Вадим на лінії Херсон — Джанкой. Станція є кінцевим пунктом для приміських поїздів, що курсують з Миколаєва та Херсона. З 27 грудня 2014 року за рішенням Кабінету Міністрів України припинено залізничне сполучення з Кримом. Відтак в напрямку сусідньої з боку Криму станції Армянськ немає ніякого руху залізничного транспорту.
По станції Вадим щоденно курсують 4 пари приміських дизель-поїздів.